# João Manso Pereira
João Manso Pereira (Minas Gerais, 1750 - Angra dos Reis, 1820) foi um professor e químico português, brasileiro. É descrito como um homem mestiço.

## Biografia
João Manso Pereira nasceu em Minas Gerais, por volta de 1750. Migrou posteriormente para o Rio de Janeiro.
Foi professor de retórica e gramática latina no Rio de Janeiro. Estudou no Seminário da Lapa, e além de latim também era versado no grego e no hebraico. Por meio dos seus escritos percebemos que também falava corretamente francês, mas não dominava tão bem o inglês, ele mesmo se queixava dessa dificuldade pessoal. 
Além disso, Pereira era um químico autodidata. A esse respeito o prof. dr. Carlos. A. L. Filgueiras escreveu o artigo “João Manso Pereira, químico empírico no Brasil Colonial” (1992), em que coloca Pereira como uma “exceção espontânea” de quimica surgida no Brasil, paralelamente ao momento de origem do campo de estudo nas academias europeias.
Pereira era um homem mestiço, como descreve Moreira de Azevedo. Era ainda celibatário, não tendo constituido familia. Vivia apenas com uma ex-escravizada, de nome Joana de Melo. Além da química, também ficou famoso pelas cerâmicas que produzia.

## Quimica
Como químico, pela documentação existente, pode-se supor que foi mais ativo entre 1790 e 1797, pois há recorrentes consultas dela à Junta de Comércio de Lisboa em relação aos resultados de suas pesquisas. Essas pesquisas eram referentes aos mais variados temas, como a fabricação de aguardente, rum, vinho de açúcar, álcalis de bananeira, além de cerâmica.
Sobre elas, escreveu um total de 5 obras, todas publicadas em Portugal, entre 1797 e 1805:
- “Memória sobre a reforma dos alambiques, ou de hum proprio para a distillacão das aguas ardentes” (1797);
- “Memória sobre o methodo economico de transportar para Portugal a agua-ardente do Brasil” (1798), obra complementar a anterior. Em ambas o autor busca demonstrar as benesses que os usos e possibilidades da química poderia trazer ao Brasil, como a produção do ferro, por exemplo;
- “Considerações sobre as cinzas do Cambará, do Imbé, etc.” (1800);
- “Cópia de uma carta sobre a nitreira artificial estabelecida na Vila de Santos, da Capitania de São Paulo” (1800), ambas as obras se debruçam em uma preocupação de como obter salitre - nitrato de potássio - essencial para a pólvora;
- “Memória sobre huma nova construção do alambique para se fazer toda a sorte de destilações com maior economia e maior proveito de resíduo” (1805), sua última obra conhecida.

## Cerâmica, louça e porcelana
Em relação a cerâmica, descobriu na Ilha Grande - onde hoje é a Ilha do Governador - uma argila branca, que é uma variação da argila usada nas cerâmicas chinesas. Passou a usá-la em seus produtos, que, segundo consta os biógrafos, teve ampla aceitação entre o público.
Tornou-se um símbolo de ostentação para a elite carioca. Ter uma louça fabricada pelo Pereira era o ápice do luxo. Seus inventos chegaram até mesmo a D. João, quando esse veio ao Brasil em 1808. Foi oferido ao principe um aparelho de porcelana e uma caixinha de barbear, Tendo por base a documentação da Junta de Comércio podemos ter noção do que ele fabricava: camafeus, cadinhos, vasos, aparelhos de mesa, medalhas, etc.

## Aposentadoria e falecimento
Aposentado, João Manso Pereira passou a morar em Angra dos Reis, onde continuou pesquisando. Também foi presença marcante e ativa nas sociedades literárias da região. Foi, inclusive, membro da Sociedade Literária do Rio de Janeiro, que foi dissolvido a mando do Vice-Rei, Conde de Resende, por falar “livremente dos sucessos da Revolução Francesa”. Nas discussões a respeito da química discordava muito de seus colegas. 
Morreu aos 70 anos de idade, por volta de 1820.